# Hippolyt August Schaufert

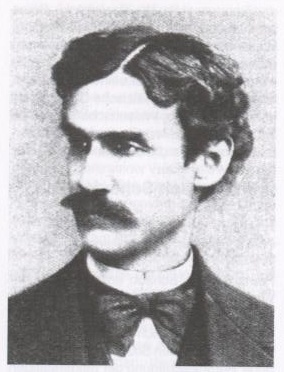
Hippolyt August Schaufert

Hippolyt August Schaufert (* 5. März 1834 in Winnweiler; † 18. Mai 1872 in Speyer) war ein deutscher Dichter aus der Pfalz.

## Leben
Hippolyt August Schaufert war das siebente Kind des Gerichtsvollziehers Johann Peter Schaufert und dessen Frau Katharina geb. Abend.
Nach Besuch der heimatlichen Volksschule und privatem Lateinunterricht ging Schaufert von 1847 bis 1852 auf das Speyerer Lyceum, dann zum Studium der Rechtswissenschaften nach München. Er absolvierte ein Praktikum in Kaiserslautern und Zweibrücken; 1859 bestand er die Staatsprüfung. Danach war  Hippolyt August Schaufert bei den Notariaten Kusel, Wolfstein und Kaiserslautern tätig, 1864 wurde er Polizeikommissär in Waldmohr, 1866 in Bad Dürkheim.
Hier befreundete sich der Beamte mit Eduard Jost, dem späteren Dichter des Pfälzerliedes. Beide verband die Liebe zur Dichtkunst und Jost veröffentlichte die ersten Gedichte Schauferts. In dieser Zeit schrieb er das heimatkundliche Lustspiel Ein Kuß zur rechten Zeit oder der Geißbock von Lambrecht, das spontan ein großer Erfolg wurde. Es erschien 1867 in München auch als Buch. Von Mai 1867 bis Januar 1868 verfasste Hippolyt August Schaufert ein neues Lustspiel mit dem Titel Schach dem König, da es noch erfolgreicher war und den Dichter veranlasste, seinen nunmehrigen Dienst als Landgerichtsassessor in Germersheim aufzugeben um nach Wien zu ziehen. Dort hatte das Burgtheater seine Komödie mit einem Preis von 300 Gulden ausgezeichnet, als bestes Stück unter 197 Einsendungen. Ein ernstes historisches Schauspiel mit dem Titel 1683, das die Türkenbelagerung zum Thema hatte, wurde ein Misserfolg.

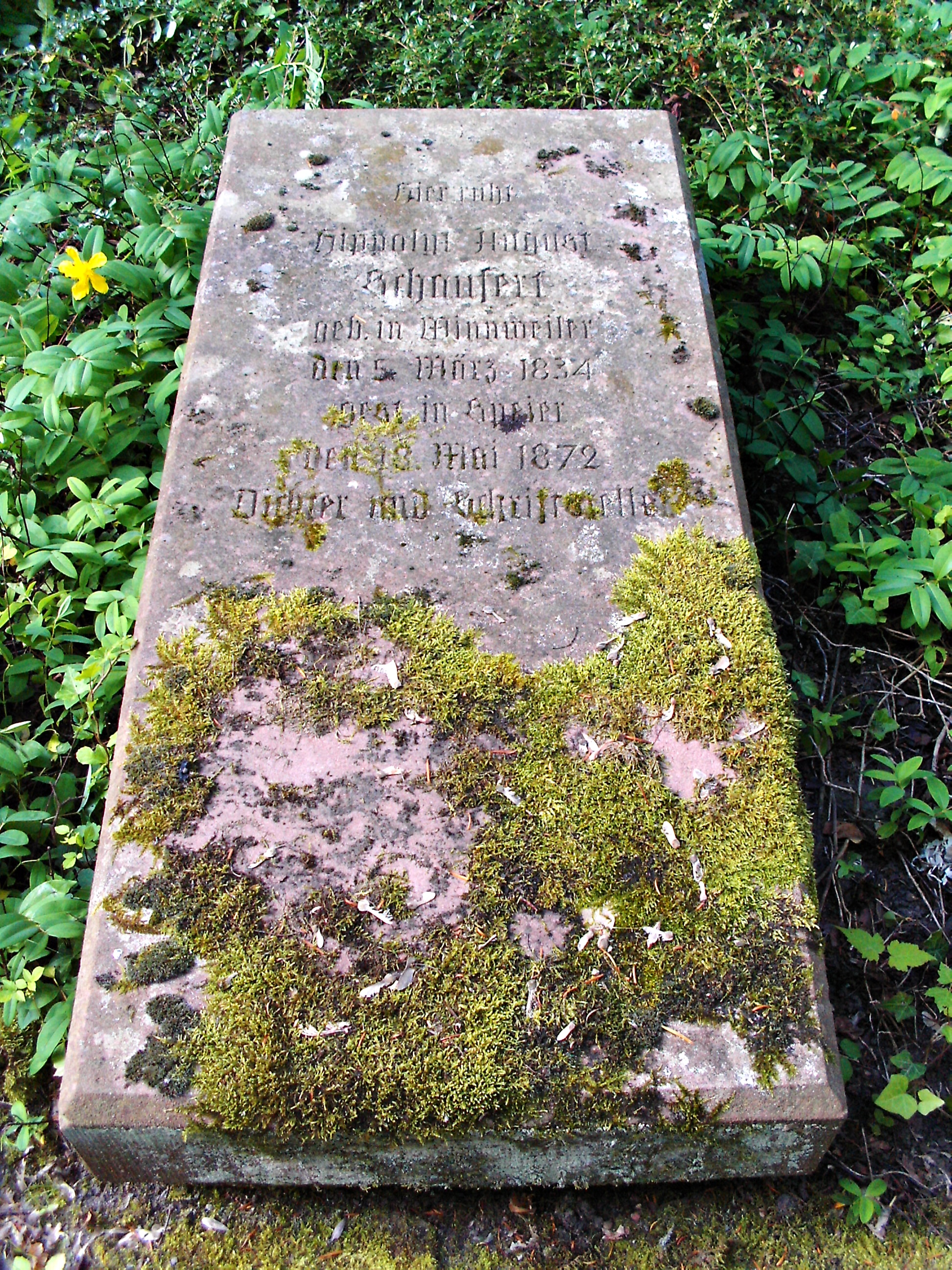
Grabplatte, Alter Friedhof Speyer

In Wien lernte Hippolyt August Schaufert die junge Marie Görres (1851–1914) kennen. Sie war die Tochter von Guido Görres und Maria Görres geb. Vespermann und die Enkelin von Joseph Görres. Zu jener Zeit war ihr Vater schon verstorben und sie lebte im Hause ihres Stiefvaters Carl Ludwig Arndts von Arnesberg, der ihre verwitwete Mutter geehelicht hatte. Schaufert kehrte schließlich als Polizeikommissär nach Germersheim in den bayerischen Staatsdienst zurück und heiratete Marie Görres dort am 7. Januar 1871. Nochmals schrieb der Beamte eine Tragödie mit dem Titel Vater Brahm, die einigen Erfolg in Berlin hatte. Die Familie übersiedelte nach Speyer, wo am 18. Dezember 1871 die Tochter Marie Schaufert zur Welt kam. Schon wenige Monate nach der Geburt starb der Dichter an Tuberkulose und wurde auf dem Alten Friedhof Speyer beigesetzt. Seine einfache Grabplatte befindet sich dort heute auf dem abgetrennten Domkapitelsfriedhof. Die Witwe heiratete 1874 in zweiter Ehe den Juristen und Politiker Viktor von Fuchs in Wien.
Die Komödie Schach dem König wurde 1935 von Walter Wilhelm Goetze als Operette vertont. Victor Léon hatte das Libretto nach Schauferts Stück gefertigt.
Hippolyt August Schauferts heimatliches Lustspiel Ein Kuß zur rechten Zeit oder der Geißbock von Lambrecht wurde 1990 von Bruno Hain unter dem Titel De erschte Schmatz om rechte Platz ins Pfälzische übertragen.

## Werke (Auswahl)
- „Schach dem König“, 1868  Komplettausgabe mit Vorwort
- „Vater Brahm, ein Trauerspiel aus dem vierten Stand“, 1871, Komplettausgabe mit Vorwort